# 漢諾威的恩斯特·奧古斯特 (1954年)
恩斯特·奥古斯特（生于1954年2月26日），全名恩斯特·奥古斯特·阿尔伯特·奥托·鲁普雷希特·奥斯卡·贝托尔特·腓特烈-费迪南·克里斯蒂安-路德维希（德语：Ernst August Albert Paul Otto Rupprecht Oskar Berthold Friedrich-Ferdinand Christian-Ludwig），汉诺威家族首领。

## 名字
恩斯特·奥古斯特五世被他父亲恩斯特·奥古斯特四世命名为恩斯特·奥古斯特·阿尔伯特·奥拓·鲁普雷希特·奥斯卡·贝托尔特·腓特烈-费迪南·克里斯蒂安-路德维希（德语：Ernst August Albert Paul Otto Rupprecht Oskar Berthold Friedrich-Ferdinand Christian-Ludwig）。1914年，恩斯特·奥古斯特五世及其兄弟姐妹获得乔治五世封为大不列颠及爱尔兰联合王国王子。1917年，因《1917年頭銜剝奪法令》，恩斯特·奥古斯特五世的大不列颠及爱尔兰联合王国王子头衔被冻结。然而在1914年，他的任何头衔都加入进他的德国护照即汉诺威亲王·不伦瑞克-吕讷堡公爵·大不列颠及爱尔兰王子。
1918-1919年，德国贵族特权被废除，贵族头衔成了姓氏。奇怪的是，英国王子的头衔持续的成为姓氏，而在他们的英国文件中不再提及，而被成为汉诺威的恩斯特·奥古斯特王子（英语：Prince Ernst August of Hanover）。恩斯特·奥古斯特 (Ernst August) 继续宣称自己是“大不列颠及爱尔兰王子”。除了本身的德国国籍，因其父亲以《1705年索菲亚入籍法》申请了英国公民，并成功了。由于外国皇室头衔不能记入英国护照，他的父亲最终被命名为欧内斯特·奥古斯都·韦尔夫，并加上殿下的尊号。他的孩子们，包括恩斯特·奥古斯特，都以此名字继承了英国国籍。

## 生平
恩斯特·奧古斯特是恩斯特·奧古斯特四世与石勒苏益格-荷尔斯泰因-宗德堡-格吕克斯堡公主奥特鲁德的长子。1954年生于汉诺威。他是联合王国国王乔治三世的男系后代。汉诺威末代国王格奥尔格五世的玄孙。不伦瑞克公爵恩斯特·奧古斯特的长孙。他是汉诺威王国和不伦瑞克公国的继承人。如果德国仍是君主制国家，他将成为汉诺威国王兼不伦瑞克公爵恩斯特·奧古斯特五世。他自称汉诺威亲王、不伦瑞克和吕内堡公爵、大不列颠及北爱尔兰王子恩斯特·奧古斯特殿下。此外，他还是德意志皇帝兼普鲁士国王威廉二世的外曾孙。
1981年，恩斯特·奧古斯特与瑞士商人之女Chantal Hochuli结婚，有二子；1997年离婚。
1987年恩斯特·奧古斯特的父亲去世，他继承了家族遗留下来的1.5亿欧元财产、在德国和奥地利的万顷土地、森林以及数座城堡和大量稀世珍宝。
1999年，恩斯特·奧古斯特与摩纳哥亲王兰尼埃三世的长女卡露蓮公主结婚。这是卡露蓮的第三次婚姻。因为卡露蓮是天主教徒，根据英国的王位继承法，恩斯特·奧古斯特失去了英国王位的第445顺位继承权。

## 子女
恩斯特·奧古斯特结婚两次，有二子一女：
- 1981年与尚塔尔·霍奇里结婚，有二子：
  - 长子恩斯特·奥古斯特·安德烈阿斯·菲利普·康斯坦丁·马克西米利安罗尔夫·斯特凡·路德维希·鲁道夫（Ernst August Andreas Philipp Constantin Maximilian Rolf Stephan Ludwig Rudolph），1983年7月19日生于希尔德斯海姆。
  - 次子克里斯蒂安·亨利·克莱门斯·保罗·弗兰克·彼得·韦尔夫·恩斯特-威廉·弗里德里希·弗朗茨（Christian Heinrich Clemens Paul Frank Peter Welf Ernst-Wilhelm Friedrich Franz），1985年6月1日生于希尔德斯海姆。
- 1999年与摩纳哥长公主卡露蓮结婚，有一女：
  - 长女亚历山德拉·夏洛特·乌尔里卡·玛丽亚姆·维吉娜（Alexandra Charlotte Ulrike Maryam Virginia），1999年7月20日生。

| 漢諾威的恩斯特·奧古斯特 (1954年) 汉诺威王朝出生于：1954年2月26日 | 漢諾威的恩斯特·奧古斯特 (1954年) 汉诺威王朝出生于：1954年2月26日 | 漢諾威的恩斯特·奧古斯特 (1954年) 汉诺威王朝出生于：1954年2月26日 |
| ---------------------------------------------------------------- | ---------------------------------------------------------------- | ---------------------------------------------------------------- |
| 前任： 恩斯特·奧古斯特四世                                       | 汉诺威家族首领 1987年～                                          | 現任                                                             |